# Топпинг, Питер
Питер Топпинг (англ. Peter Topping; род. 1971, Великобритания) — британский математик и геометр.

## Биография
В Уорикском университете он защитил диссертацию на соискание учёной степени доктора философии под руководством Марио Джозефа Микаллефа. По состоянию на 2017 год Питер Топпинг работает преподавателем в Уорикском университете.
В 2005 году он был удостоен премии Уайтхеда, а в 2006 его наградили премией Филиппа Леверхульма.
Был докладчиком на Международном конгрессе математиков в 2014 году в Сеуле.

## Награды
- Премия Уайтхеда (2005)
- Премия Филиппа Леверхульма (2006)